# 85299 Neander
85299 Neander è un asteroide della fascia principale. Scoperto nel 1994, presenta un'orbita caratterizzata da un semiasse maggiore pari a 2,4269956 UA e da un'eccentricità di 0,2014929, inclinata di 2,03441° rispetto all'eclittica.
L'asteroide è dedicato al compositore tedesco Joachim Neander.